# Raul Dael

Bischofswappen von Raul Bautista Dael

Raul Bautista Dael (* 10. Oktober 1966 in Jasaan, Misamis Oriental, Philippinen) ist ein philippinischer Geistlicher und römisch-katholischer Bischof von Tandag.

## Leben
Raul Dael empfing am 7. Juni 1993 das Sakrament der Priesterweihe.
Am 26. Februar 2018 ernannte ihn Papst Franziskus zum Bischof von Tandag. Der Erzbischof von Manila, Luis Antonio Kardinal Tagle, spendete ihm am 7. Juni desselben Jahres die Bischofsweihe; Mitkonsekratoren waren der Erzbischof von Cagayan de Oro, Antonio Ledesma SJ, und der emeritierte Bischof von Tandag, Nereo Odchimar. Die Amtseinführung erfolgte am 14. Juni 2018.